# Корисні копалини Об'єднаних Арабських Еміратів
Корисні копалини Об'єднаних Арабських Еміратів

## Загальна характеристика
Найважливіше природне багатство країни — нафта і газ (див. табл.). Основні запаси вуглеводнів зосереджені в еміратах Абу-Дабі і Дубай.
Таблиця. — Основні корисні копалини Об'єднаних Арабських Еміратів станом на 1998–1999 рр.
| Корисні копалини               | Запаси       | Запаси   | Вміст корисного компоненту в рудах, % | Частка у світі, % |
| Корисні копалини               | Підтверджені | Загальні | Вміст корисного компоненту в рудах, % | Частка у світі, % |
| Нафта, млн т                   | 8810         |          |                                       | 6,4               |
| Природний горючий газ, млрд м³ | 5922         |          |                                       | 4                 |
| Хромові руди, млн т            | 0,5          | 0,5      | 44 (Cr2O3)                            | 0,01              |

## Окремі види корисних копалин
Вуглеводні. За підтвердженими запасами нафти ОАЕ займають 6-е місце у світі (після Саудівської Аравії, Іраку, Кувейту, Ірану, Венесуели, 1999). За підтвердженими запасами природного газу ОАЕ займають 4-е місце у світі (після Росії, Ірану і Катару). Запаси газу виявлені в основному в Абу-Дабі, а також в еміратах Шарджа, Дубай і Расах-ель-Хайма.
Територія ОАЕ з прилеглою акваторією розташована на платформному схилі нафтогазоносного басейну Перської затоки. У країні відкрито близько 30 нафтових, 5 газонафтових, 6 газових і газоконденсатних родовищ. Переважаюча кількість родовищ виявлена в Абу-Дабі: 25 нафтових і 4 газонафтових. У Дубаї є 3 нафтових, 1 газонафтове і 1 газоконденсатне родовище. У Шарджі — 1 нафтове, 1 газове і 1 газоконденсатне родовище. У Аджмані — 1 газоконденсатне. У еміратах Рас-ель-Хайма і Умм-ель-Кайвайн — по одному газоконденсатному родовищу. Найбільші родовища на суші — Мурбан-Баб, Мурбан-Бу-Хаса, Асаб, Сахіль; на континентальному шельфі — Умм-Шаїф, Закум. Поклади нафти в основному приурочені до вапняків серії тамама і світ нахр умр і шуайба нижньої крейди. На деяких родовищах (Умм-Шаїф) нафтоносні карбонатні відклади світ араб і араедж верхньої і середньої юри. Поклади нафти відомі також у відкладах верхньої крейди світ мішріф та ілам (родовище Мубарек). Поклади газу виявлені головним чином у вапняках і доломітах верхньої пермі, рідше — в крейдових відкладах серії тамама (родовище Мурбан-Баб). Глибина залягання продуктивних горизонтів в крейдових відкладах — від 1650 до 3200 м, юрських — від 3300 до 4000 м, пермських від 4500 до 4700 м. Нафти родовищ ОАЕ легкі, сірчисті, переважно метанові. Перспективи відкриття нових родовищ нафти і газу пов'язують з районами «абудабійської пустелі» і глибокими продуктивними горизонтами виявлених родовищ.
Станом на 2003 розвідані запаси нафти ОАЕ становлять 98 млрд барелів, тобто приблизно 10 % світових запасів, за рівнем споживання майбутній продуктивний період — понад 100 років. З 150 трлн м³ світових запасів газу 4 % (6 трлн м³) розташовані на території ОАЕ: 92 % — в еміраті Абу-Дабі, 5 % — в Шарджі і 2 % — в Дубаї.
ОАЕ мають також в своєму розпорядженні багаті родовища природного газу. Його запаси у 1990-і роки становили близько 5,3 млрд м³ (3,8 % світових запасів), за цим показником ОАЕ займають 3-є місце на Близькому Сході.
Металічні корисні копалини. У північній частині країни в Оманських горах відомі хромітові розсипи (Cr2О3 11-16 %), приурочені до порід офіолітового комплексу. Тут же виявлені невеликі рудопрояви міді і марганцю. У 1974 в Ель-Фуджайрі знайдені поклади уранової руди.